# Pełnomocnik Federalny do spraw Materiałów Państwowej Służby Bezpieczeństwa NRD
Pełnomocnik Federalny do spraw Materiałów Państwowej Służby Bezpieczeństwa NRD (tzw. Urząd Gaucka, niem. Bundesbeauftragte für die Unterlagen des Staatssicherheitsdienstes der ehemaligen Deutschen Demokratischen Republik, BStU) – niemiecki urząd federalny powołany w 1990 r.
Pierwszym Pełnomocnikiem został Joachim Gauck. Instytucja dysponuje kartoteką ok. 6 mln osób, zatrudnia 3100 pracowników, posiada 185 km bieżących dokumentów pochodzących z archiwów Ministerstwa Spraw Wewnętrznych NRD, ponad milion kaset wideo oraz 200 tys. taśm dźwiękowych.
Głównym jej zadaniem jest udostępnianie akt poszkodowanym. Pierwsi obywatele uzyskali możliwość wglądu do swoich teczek w styczniu 1992. Z możliwości tej skorzystały dotychczas ponad dwa miliony osób (2007). Co roku 100 tys. osób zgłasza się o dostęp do akt instytutu. Urząd prowadzi ponadto działalność naukową i edukacyjną oraz sprawdza, czy w archiwach znajdują się informacje wskazujące na współpracę ze Stasi. Czyni to na zlecenie instytucji publicznych, jak i prywatnych.
W Niemczech obowiązkowej lustracji podlegają pracownicy instytucji publicznych i kandydaci na te stanowiska.
Od 2005 r. Instytut Pamięci Narodowej i niemiecki urząd związane są układem o współpracy. Są to dwie największe instytucje tego typu w Europie.

## Kierownictwo[1]
- 1990–2000 – Joachim Gauck
- 2000–2011 – Marianne Birthler
- od 2011 – Roland Jahn